# UFC Fight Night: Boetsch vs. Henderson
UFC Fight Night: Boetsch vs. Henderson è stato un evento di arti marziali miste tenuto dalla Ultimate Fighting Championship svolto il 6 giugno 2015 al Smoothie King Center di New Orleans, Stati Uniti.

## Retroscena
Nel main event della card dovevano affrontarsi, nella categoria dei pesi mediomassimi, Daniel Cormier e Ryan Bader. Tuttavia, il 28 aprile, a seguito dell'incidente causato da Jon Jones e dalla sua successiva sospensione, la UFC decise di togliergli il titolo e metterlo in palio all'evento UFC 187, dove si sfidarono lo stesso Cormier e Anthony Johnson. Come nuovo main event venne inserito l'incontro di pesi medi, tra Tim Boetsch e la leggenda Dan Henderson.
Alan Jouban avrebbe dovuto affrontare Brian Ebersole. Tuttavia, Jouban subì un infortunio alla fine di marzo venendo in seguito sostituito da Omari Akhmedov.
Zubaira Tukhugov doveva vedersela con Thiago Tavares ma, il 25 aprile, venne annunciato che Tukhugov aveva subito un infortunio e quindi non avrebbe potuto prendere parte all'incontro. Brian Ortega venne scelto come suo sostituto.
L'incontro tra Daniel Sarafian e Ricardo Abreu venne cancellato il 4 maggio, dopo che Sarafian subì un infortunio. Al suo posto venne inserito Jake Collier.
Sia Yancy Medeiros e Leonardo Morales superarono il limite di peso delle loro categoria, pesando rispettivamente 88,68 kg e 62,14 kg. Successivamente venne dato loro ulteriore tempo per rientrare nel peso, ma nessuno dei due tentò un secondo tentativo. Entrambi gli atleti vennero penalizzati con la detrazione del 20% del loro stipendio.

## Risultati
|                  | Divisione              |                  |                 |                  | Metodo                                      | Round           | Tempo           | Premio          |
| Card Principale  | Card Principale        | Card Principale  | Card Principale | Card Principale  | Card Principale                             | Card Principale | Card Principale | Card Principale |
| ---------------- | ---------------------- | ---------------- | --------------- | ---------------- | ------------------------------------------- | --------------- | --------------- | --------------- |
|                  | Pesi Medi              | Dan Henderson    | batte           | Tim Boetsch      | KO (pugni)                                  | 1               | 0:28            |                 |
|                  | Pesi Massimi           | Ben Rothwell     | batte           | Matt Mitrione    | Sottomissione (front choke)                 | 1               | 1:54            |                 |
|                  | Catchweight (88,68 kg) | Dustin Poirier   | batte           | Yancy Medeiros   | KO Tecnico (calcio al corpo e pugni)        | 1               | 2:38            | POTN            |
|                  | Pesi Piuma             | Brian Ortega     | batte           | Thiago Tavares   | KO Tecnico (pugni)                          | 3               | 4:18            | FOTN            |
|                  | Pesi Gallo             | Anthony Birchak  | batte           | Joe Soto         | KO (pugni)                                  | 1               | 1:37            |                 |
|                  | Pesi Gallo             | Francisco Rivera | batte           | Alex Caceres     | KO (pugni)                                  | 1               | 0:21            |                 |
| Card Preliminare |                        |                  |                 |                  |                                             |                 |                 |                 |
|                  | Pesi Massimi           | Shawn Jordan     | batte           | Derrick Lewis    | KO Tecnico (calcio col tallone e pugni)     | 2               | 0:48            | POTN            |
|                  | Pesi Welter            | Omari Akhmedov   | batte           | Brian Ebersole   | KO Tecnico (ritiro)                         | 1               | 5:00            |                 |
|                  | Pesi Leggeri           | Chris Wade       | batte           | Christos Giagos  | Decisione unanime (29-28, 29-28, 30-27)     | 3               | 5:00            |                 |
|                  | Pesi Leggeri           | Joe Proctor      | batte           | Justin Edwards   | Sottomissione tecnica (ghigliottina)        | 3               | 4:58            |                 |
|                  | Pesi Medi              | Jake Collier     | batte           | Ricardo Abreu    | Decisione non unanime (29-28, 28-29, 29-28) | 3               | 5:00            |                 |
|                  | Catchweight (62,14 kg) | José Quiñonez    | batte           | Leonardo Morales | Sottomissione (rear-naked choke)            | 1               | 2:34            |                 |

## Premi
I lottatori premiati ricevettero un bonus di 50.000 dollari.
Legenda:
- FOTN: Fight of the Night (vengono premiati entrambi gli atleti per il miglior incontro dell'evento)
- POTN: Performance of the Night (viene premiato il vincitore per la migliore performance dell'evento)

## Incontri Annullati
|  | Divisione         |                  |        |                | Motivo                                    |
|  | ----------------- | ---------------- | ------ | -------------- | ----------------------------------------- |
|  | Pesi Mediomassimi | Daniel Cormier   | contro | Ryan Bader     | Cormier venne spostato all'evento UFC 187 |
|  | Pesi Welter       | Alan Jouban      | contro | Brian Ebersole | Jouban subì un infortunio                 |
|  | Pesi Piuma        | Zubaira Tukhugov | contro | Thiago Tavares | Tukhugov subì un infortunio               |
|  | Pesi Medi         | Daniel Sarafian  | contro | Ricardo Abreu  | Sarafian subì un infortunio               |